# Lo specchio dei pensieri
Lo specchio dei pensieri è il ventiduesimo album di Gigi Finizio, pubblicato nel 1995.

## Descrizione
Il disco si rivelò importante per la carriera del cantautore, la cui popolarità iniziò ad estendersi oltre i confini della regione Campania.

## Tracce
1. Lo specchio dei pensieri 4:02 (G.Finizio/V.Capasso/G.Finizio)
2. Sarai 4:39 (G.Finizio/V.Capasso/G.Finizio)
3. Notte senza luna 4:20 (S.Galante/V.Thoma/G.Finizio/M.Castiglia)
4. Reste 'nzieme a mme 4:00 (M.Castiglia/G.Finizio/M.Castiglia)
5. Scacco matto 3:42 (G.Finizio/V.Capasso/G.Finizio)
6. La voglia d'amare 4:09 (F.Palazzolo/R.Zappalorto/G.Finizio/V.Capasso)
7. Il cuore nel caffè 3:41 (B.Lanza/G.Finizio)
8. Chi ti ruba l'anima 3:13 (M.Castiglia/G.Finizio/M.Castiglia)

## Formazione
- Gigi Finizio - voce
- Emanuela Borzi - batteria
- Lorenzo Feliciati, Roberto Galinelli - basso
- Giovanni Imparato - percussioni
- Angelo Anastasio, Paolo Carta, Danilo Pao - chitarra
- Stefano Borzi - tastiere
- Claudio Pizzale - sax soprano
- Antonio Pellegrino - viola
- Ettore Pellegrino, Riccardo Pellegrino - violino
- Luca Velletri - cori